# Campbell Banks
Campbell Banks (* 23. November 1978) ist ein ehemaliger neuseeländischer Fußballspieler.

## Karriere
Campbell spiele im Laufe seiner Karriere für mehrere Klubs in Australien und Neuseeland. 2001 wurde er mit Central United neuseeländischer Meister. In den Spielzeiten 2001/02 und 2003/04 spielte er für den neuseeländischen Klub Football Kingz in der National Soccer League, 2006 kam er für den mittlerweile in New Zealand Knights umbenannten Verein auch zu zwei Einsätzen in der australischen Profiliga A-League. In der Folge spielte er für die Green Gully Cavaliers und Sunshine George Cross in der Victorian Premier League, bevor er Mitte 2009 nach Neuseeland zurückkehrte und für YoungHeart Manawatu aktiv wurde.
Für die neuseeländische Nationalmannschaft gab Banks im Februar 2006 sein Debüt. In der Partie gegen Malaysia gelang dem Stürmer auch ein Tor. Ende April 2006 kam der Stürmer zu zwei weiteren Einsätzen gegen Chile, die aber ohne Torerfolg blieben.